# Uzra Zeya
Uzra Zeya   (Chapel Hill, segle XX) és una diplomàtica estatunidenca. Actualment, és la sotssecretària d'Estat de Seguretat Civil, Democràcia i Drets Humans, un alt càrrec del Departament d'Estat dels Estats Units, i coordinadora especial al Tibet.

## Biografia
Zeya va néixer a Chapel Hill, Carolina del Nord, d'immigrants de Bihar, l'Índia. Zeya es va graduar a l'Escola de Servei Exterior de la Universitat de Georgetown.
Uzra Zeya va treballar com a diplomàtica en el United States Foreign Service (Servei Exterior dels Estats Units) durant 27 anys. Durant el govern d'Obama, Zeya va ser secretària adjunta en funcions i sotssecretària adjunta principal en l'Oficina de Democràcia, Drets Humans i Treball. També va treballar en l'ambaixada dels Estats Units a París de 2014 a 2017. En 2013, se sospita que Zeya va participar en la detenció de la diplomàtica índia Devyani Khobragade. Zeya va ser acusada d'ajudar a evacuar als familiars de l'empleada domèstica fora de l'Índia, només dos dies abans de la detenció de Khobragade.
En 2018, Zeya va escriure en Politico que va deixar el Departament d'Estat després de no ser promoguda perquè no va passar la "prova Breitbart" de l'administració Trump a causa de la seva raça i gènere.
Des de 2019 fins a 2021, Zeya va exercir com a presidenta i directora executiva de l'Aliança per a la Construcció de la Pau, una xarxa d'organitzacions que treballen per a posar fi als conflictes violents a tot el món.
Zeya va ser confirmada el 13 de juliol de 2021 per a servir com a sotssecretària d'Estat per a la Seguretat Civil, la Democràcia i els Drets Humans. La votació va ser de 73 a 24, amb 3 senadors que no van votar. El 14 de juliol de 2021, la sotssecretària d'Estat Wendy Sherman li va prendre jurament.
El 20 de desembre de 2021, Zeya va ser designada pel secretari d'Estat Antony Blinken per a servir al mateix temps com a Coordinadora Especial dels Estats Units per a Assumptes Tibetans, amb efecte immediat.